# Efekt volovskega biča
Efekt volovskega biča je pojav, pri katerem se nihanje v povpraševanju povečuje z vsako stopnjo v oskrbovalni verigi. Do tega pojava pride, ker prodajalci na nihanje v povpraševanju s strani končnih kupcev odgovorijo s še večjim nihanjem v naročilih pri svojih dobaviteljih. Efekt deluje po celotni oskrbovalni verigi vse do proizvajalcev, kjer se odrazi v velikih nihanjih v proizvodnih potrebah. Zaradi pogostega pojavljanja je ta efekt poznan tudi kot prvi zakon dinamike oskrbovalne verige.
Primer efekta je igra stimulacije oskrbne verige proizvodnje in prodaje piva (angleško »Beer game«).

## Zgodovina
Eden izmed prvih omemb pojma efekt volovskega biča je opisal Jay Wright Forrester, ki je predstavil posledice spremenljivega povpraševanja v verižni industriji. Zaradi tega se koncept imenuje tudi »Forresterjev efekt« (Wang & Disney, 2016).
Pojem 'efekt volovskega biča' se je med prvimi praktično analiziral v podjetju Procter & Gamble (P&G) v 90. letih dvajsetega stoletja z namenom, da bi se razjasnila neskladnost naročil med samim podjetjem in dobavitelji. V P&G so ugotovili, da naročila za otroške plenice, ki so k njim prihajala od večjih posrednikov, nihajo veliko močneje, kot je nihanje dejanske prodaje v trgovinah. Prav tako se je izkazalo, da imajo naročila dobaviteljem surovin za plenice še večjo variabilnost. Jasno je bilo ugotovljeno, da je poraba plenic skozi leto bolj ali manj konstantna. Zato je bila močno povečana variabilnost naročil v gornjem delu verige presenetljiva in težko razumljiva (Wang & Disney, 2016).

## Vzroki
Med glavne vzroke za nastanek efekta ločimo 5 glavnih razlogov:
- predvidevanje povpraševanja v povezavi z dolgim dobavnim rokom;
- nakupovanje v svežnjih;
- špekulativno nakupovanje;
- spremenljiva cenovna politika;
- pomanjkanje izmenjave informacij med partnerji v različnih stopnjah oskrbovalne verige.

Do povečanja nihanj v naročilih po oskrbni verigi (angleško supply chain management) prihaja zaradi pomanjkanja informacij in morebitni napačnih interpretacij sprememb v končnem povpraševanju. Če prihaja do napačnih informacij med večjimi členi znotraj verige, prihaja do še večjih variabilnosti v povpraševanju.
Pri nakupovanju v svežnjih gre preprosto zato, da podjetje ne naroča vsakega kosa posebej, potem ko prejšnjega proda, temveč večjo količino izdelkov naroči skupaj zaradi optimizacije stroškov transporta, naročanja in nabave.
Špekulativno nakupovanje se pojavi, ko povpraševanje preseže ponudbo in mora proizvajalec omejiti dobavo. Ker kupci vedo, da gre za tako omejitev, naročijo pretirano količino izdelkov, da si s tem zagotovijo vsaj količino, ki jo potrebuje. Proizvajalec zabeleži pretirano povečano povpraševanje, dejansko pa kasneje pride do zmanjša naročil in odpovedi starih naročil.
Do variabilnosti v naročilih med posameznimi členi oskrbovalne verige lahko pride tudi zaradi spremenljive politike cen – ob enkratnem znižanju cen se lahko enkratno povečajo naročila. To pa vpliva tudi na ostale člene v verigi in se tako pojavi efekt volovskega biča. 
Zaradi pomanjkanje izmenjave informacij prihaja do kopičenja odvečnih zalog ali pomanjkanja produkt za dobavo med členi oskrbovalne verige. Primer je zmanjšano povpraševanje po določenem produktu, pri čemer dobavitelji še zmeraj planirajo dobavo v številu preteklih sezon.

## Posledice
Posledice efekta volovskega biča so vidne v kopičenju odvečnih zalog oziroma v prekomerno ali premalo izkoriščenih kapacitetah, kar posledično vpliva na neravnovesje med povpraševanjem in ponudbo ter se lahko potencialno odraža tudi v nezmožnosti zadovoljevanja potreb kupcev. To pomeni, da je učinkovitost oskrbovalne verige oslabljena.
Stroški
Poleg večjih varnostnih zalog lahko opisani učinek povzroči tudi neučinkovito proizvodnjo ali prekomerno zalogo, saj mora vsak proizvajalec izpolniti povpraševanje svojih kupcev v dobavni verigi. Presežek zalog je povezan s posredovanjem stroškov. Z drugimi besedami, člani bodo morali dodatno plačati, če bodo dlje časa imeli inventar, kot posledica neprodane zaloge. Nekatera podjetja izgubijo vse odvečne izdelke skupaj, ker izdelki niso zasnovani tako, da bi trajali dlje od prodajne sezone (imajo rok uporabe). Po drugi strani pa imamo tudi tiste, ki morajo plačati za pomanjkanje zalog, da lahko zadostijo prejetim naročilom. To vodi do nizke izkoriščenosti distribucijskega kanala.
Razprodaja zalog
Kljub varnostnim zalogam še vedno obstaja nevarnost da izdelkov nebo več  na zalogi. Ko je potrošniško povpraševanje nižje od pričakovane, to povzroči presežek zalog. Vendar je psihološki odziv igralcev na trgu tak, da zmanjšajo ponudbo prihodnjih naročil. Če prekomerno nadomestijo ali če povpraševanje kupcev skoči, lahko posledično pride do razprodaje zalog. To je lahko ena najhujših posledic efekta volovskega bika, saj lahko povzroči slabe storitve za stranke, podjetje lahko škoduje odnosu s svojimi strankami in povzroči izgubo prodaje.
Odpadki in problem trajnosti
Kupci običajno začnejo naročati dodaten inventar, da se v prihodnosti zaščitijo pred podobnimi dogodki. Ker velikokrat precenijo povpraševanje to privede do presežka zalog. Če so proizvodi hitro pokvarljivi, na primer meso in mesni stranski proizvodi, ribe in morski sadeži, mlečni izdelki, sadje in zelenjava, cvetje, farmacevtski izdelki in kemikalije, jih je treba sčasoma pogosto označiti ali odpisati.
Odnosi z dobavitelji in zaposleni
Skupaj s slabimi storitvami za stranke in škodo za javno podobo in zvestobo se mora organizacija spoprijeti tudi s posledicami neuspešne izpolnitve, ki lahko vključujejo napeta razmerja z dobavitelji in pogodbene kazni - kupci podjetij lahko na primer pritiskajo na dobavitelje. Na primer, lahko od dobaviteljev zahtevajo, da takoj izdelajo in odpeljejo velike količine zalog. V nekaterih primerih se kupci želijo dogovoriti o postopkih odkupa, ki prisili dobavitelje, da prevzamejo vse odvečne zaloge. Dobavitelji lahko postanejo razočarani in neradi nadaljujejo poslovanje s kupci, če kupci nenehno dajejo napačne napovedi o potrošniškem povpraševanju. Poleg tega nenehni premiki in nujne zahteve vodijo do večkratnega zaposlovanja in odpuščanja zaposlenih za obvladovanje spremenljivosti povpraševanja. To povzroča dodatne stroške zaradi usposabljanja in morebitnih odpuščanj.
Vzorci nakupa
Učinek volovskega biča lahko podjetja potisne v ekstremna vedenja kot so sprememba postopka nakupa in naročanja. Tako začnejo kupovati velike količine izdelkov redko, kar samo prispeva k omenjenemu učinku v začetnih fazah dobavnih verig. Da bi se izognili ali zmanjšali učinek, se priporoča dobavljanje v manjših in pogostejših količinah. Čeprav ima to za posledico več stroškov povezanih s pošiljanjem se tako lahko izognejo stroškom povezanim z zadrževanjem in razprodaje zaloge.
Pandemija Covid-19
Vpliv bikovih učinkov je bil še posebej oster v začetnih fazah pandemije COVID-19, ko so nenadne rasti povpraševanja po vsem, od medicinskih potrebščin, kot so maske ali ventilatorji [15], do potrošniških izdelkov, kot so toaletni papir ali jajca, ustvarile povratne informacije zanke paničnega nakupa, kopičenja in normiranja. Naraščajoče dokaze o učinku bika lahko vidimo tudi pri distribuciji cepiv proti COVID-19. Težave pri razpoložljivosti sestavin in ozkih grlih v proizvodnem procesu so povzročile nestabilno ravnovesje med ponudbo in povpraševanjem. Posledično imajo številne vlade na voljo več odmerkov cepiva, kot je potrebno za cepljenje njihove populacije.

## Ukrepi
Efekt volovskega biča lahko omilimo z različnimi ukrepi, ki se razlikujejo glede na vzroke nastanka samega efekta:
- omogočanje pretoka informacij o končnem povpraševanju skozi celotno oskrbovalno verigo
- skrajšanje dobavnih rokov
- zmanjšanje stroškov obdelave naročil
- zmanjšanje obsega in frekvence posebnih ponudb
- uvajanje drugačnih metod napovedovanja povpraševanja

Dodatne metode za omilitev:
- Just in time metoda upravljanja zalog (JIT) = običajna tehnika upravljanja zalog in vrsta vitke metodologije, zasnovana za povečanje učinkovitosti, zmanjšanje stroškov in zmanjšanje odpadkov s prejemanjem le toliko blaga kolikor je potrebno.

- MRP na podlagi povpraševanja = Načrtovanje potreb po materialnih zahtevah je metoda načrtovanja in izvajanja za zaščito in spodbujanje pretoka ustreznih informacij z vzpostavitvijo in upravljanjem strateško postavljenih blažilnikov zalog ločevalnih točk.

- Strateško partnerstvo = je odnos med dvema komercialnima podjetjema, ki je običajno formaliziran z eno ali več poslovnimi pogodbami. Strateško partnerstvo po navadi ne dosega razmerja med pravnim partnerstvom, agencijo ali povezanim podjetjem.

- Izmenjava informacij = prostovoljno dejanje informacij med udeleženimi parterji.

- Tekoč pretok izdelkov: usklajevanje s trgovci na drobno za enakomerno porazdelitev dobav, zmanjšanje minimalne velikosti serije ter manjša in pogostejša obnavljanja.
- Zmanjšanje patoloških spodbud: vsakodnevna politika nizkih cen, omejitev vračila in odpovedi naročil ter dodelitev naročil ki temelji na preteklih prodajah namesto na trenutni velikosti v primeru pomanjkanja.